# Florin Pucă
Florin Pucă (n. 24 aprilie 1932, București - d. 23 februarie 1990) a fost un artist plastic, poet și actor român.
A fost colaborator al mai multor scriitori, ale căror cărți le-a ilustrat, printre care pot fi numiți Gheorghe Pituț, Mircea Micu, Nichita Stănescu, Petre Stoica, Ion Băieșu, Modest Morariu, Leonid Dimov, Constantin Marafet, Mircea Ivănescu.

## Caracterizări
Florin Pucă a avut parte de o mulțime de caracterizări făcute de unii dintre cei mai competenți critici și istorici de artă, scriitori și poeți români, care l-au cunoscut sau i-au admirat sau comentat opera pe care a lăsat-o posterității. Astfel, Grigore Hagiu a văzut un mare artist care a lăsat ca alții să-i dirijeze pașii chiar dacă avea o dezinvoltură remarcabilă și era un adevărat creator de lume. Pe de altă parte, Pucă era de fapt un copilăros, un suflet naiv și tandru care mergea până la pierderea de sine. Hagiu a declarat că Pucă poate fi asimilat cu un haiduc cu nume legendar, cu un fierar care ține într-o mână un baros și în cealaltă foalele, cu un descântător de deochi și de boală sau cu un „... cântăreț din frunza de pe ochii morților”.
Istoricul și criticul de artă Octavian Barbosa a văzut în Florin Pucă un vizionar al absurdului existențial, un mucalit al adevărului care era un cunoscător al reversului lucrurilor. Barbosa l-a comparat pe Pucă cu Tândală, celebrul personaj fictiv din folclorul românesc care orice făcea, totul îi ieșea pe dos. Similar seriei poveștilor cu amărâtul și năucul Tândală, șirul desenelor lui Pucă pare să fie o succesiune absurdă de episoade care s-au coagulat într-o epopee caracterizată de o sublimă întruchipare a inocenței spirituale.Dificila înțelegere a desenelor suferă de faptul că Pucă nu povestește, cu toate că exprimă narativ aventurile personajului său, ci introduce privitorul înlăuntrul compoziției fără a se distanța în vreun fel de opera sa. Concluzia lui Barbosa a fost „... Cum să-l înțelegi, dacă el însuși nu înțelege ce se petrece cu el?”
În opinia lui Dan Grigorescu virtutea cea mai importantă a lui Florin Pucă a fost fantezia. Petru Comarnescu a vorbit despre o imaginație fabuloasă care s-a desfășurat de la critica existențialismului filozofic până la dialogurile figurate de artist dintre păsări și oameni. Comarnescu a menționat că artistul a pus accentul pe paradoxurile dintre rostul animalelor și cel al oamenilor, similar ca Anton Pann, dovedind astfel o mare anvergură expresionistă.
Artistul a făcut parte din categoria naivilor prin sinceritatea frustă a expresiei și a unui rafinament disimulat, parcă, cu pudoare. Căutarea izvoarelor lui de inspirație ale expresiei stilistice nu ar avea niciun sens, pentru că asocierea ei cu o sursă a unui artist anume este doar întâmplătoare. Dan Grigorescu a afirmat că Pucă nu a învățat de undeva legile construcției, ale ritmului sau compoziției, cu toate că desenele sale au fost compuse într-un mod remarcabil. El l-a încadrat pe artist ca făcând parte din instinctul artistic al creatorilor populari la care s-a constatat că atât ochiul cât și sensibilitatea au operat cu mare rigoare în ordonarea imaginii create. De asemenea, Grigorescu și-a exprimat îndoiala cu privire la capacitatea lui Pucă de a putea explica modul cum realiza ritmul complex al desenelor. Considerându-l un autodidact, el și-a exprimat convingerea că viziunea artistului răspundea unei necesități interioare de silă în fața urâțeniei, fapt necontestat de artist. Dacă lumea desenelor lui Pucă abundă de crengi uscate care fulgeră, dacă cerul are o lumină incertă ce coboară peste o faună viermuindă și nepăsătoare de lumina zilei, o singură idee stăpunge compoziția, gândul lui Florin Pucă - redobândirea frumuseții, singurul lucru curat care năzuiește neputincios și tragic.

## Biografie
Florin Pucă s-a născut la București în anul 1932 și a rămas orfan încă de la vârsta de nouă ani. Ca urmare, în anul 1941 Florin a intrat la Colegiul Militar pentru orfani de război și fii de invalizi de la Galați. După patru ani, în 1945, a fost trimis să se înscrie la Liceul Militar „Nicolae Filipescu” din Predeal. În 1946 s-a transferat la Liceul Militar din Curtea de Argeș, unde a fost elev până în anul 1948. Din anul 1948 s-a angajat la București la ziarul Viața Sindicală ca difuzor de ziare prin diferite intreprinderi de stat. În paralel a vândut ziarele Sportul Popular și Gazeta Sporturilor pe stadioanele de fotbal.
În anul 1951 s-a încris la Școala de Poligrafie din București unde a învățat meseria de retușor al imaginilor fotografice, retușor tiefdruck, și s-a angajat la Combinatul Poligrafic „Casa Scînteii” unde a lucrat până în anul 1952, moment în care a plecat la Școala de Ofițeri de la Sibiu pentru a urma o carieră militară. Din motive de sănătate, Florin Pucă a părăsit Sibiul în anul 1953 și a continuat stagiul militar la Slatina, ultimul an făcându-l la Tipografia Armatei din București.
După terminarea stagiului militar (1955), Florin Pucă a lucrat pentru diverși fotografi, pe la hore sătești, baluri sau nunți din preajma Bucureștiului. În toamna lui 1956, s-a angajat ca retușor de fotografii la Editura de Stat pentru Literatură și Artă (ESPLA), după care s-a transferat în aceeași funcție la Editura Meridiane. Din anul 1966 a devenit liber profesionist.
Florin Pucă și-a publicat desenele în almanahurile și în revistele acelor vremuri. Critica literară i-a apreciat versurile pe care le-a scris. A jucat roluri episodice de popă, țigan și pirat, în filmele Mere roșii, Toate pânzele sus și Iancu Jianu haiducul. Artistul Pucă a fost un membru marcant al boemei bucureștene care se întâlnea începând din anul 1960 la restaurantele Casa Monteoru, Bolta rece sau Singapore, un mic restaurant din Piața C. A. Rosetti, care mai târziu a purtat numele de Peștera, aflat la intersecția dintre strada Vasile Lascăr și strada Dianei, vecină cu Editura Univers. A fost un personaj nelipsit din acel grup, fiind brunet, mărunțel și hirsut.
Florin Pucă a avut expoziții personale de caricatură și desen. Modest Morariu a semnat un album monografic al artistului, în care a prezentat un personaj de o mare finețe intelectuală care era posesorul unui talent nativ excepțional.
A murit în 1990 și a rămas pentru posteritate ca un boem autentic care a dat de-o parte propriul instinct de conservare pentru pasiunea sa pentru artă.

## Opera
„... Pucă există. Faptul nu poate trece sub tăcere, nici ignora. A apărut autentic, fără patalamale, fără girul unei facultăți și s-a impus neomologat de birocrația Breslei. A izbucnit din propriul labirint sufletesc și al multora de unde apar întrebările mari despre început și sfârșit, despre rosturi, despre existență, de unde se ivesc neliniștile deloc metafizice și acea râvnă superbă cu care bietul om caută, nu o dată disperat, să treacă dincolo de sine însuși ori chiar să se salveze.
       ... În arta lui Pucă protagonistul e mereu Pucă. Ca Charli [ Charlie Chaplin, n.r.]. Dar spre deosebire de acesta, Pucă nu-și travestește figura în imagine, ci -- invers -- în viață. N-ar vrea să-și semene. Ca să se deosebească și-a pus -- parcă -- o barbă neagră și a părăsit itinerarul vagabondului fără limite planetare. Identitatea evidentă ar vrea s-o spargă și se camuflează uneori într-o paletă ce-și revendică, agresiv, dreptul de a fi când un biet chefliu banal, când un mare sentimental.
       Pucă există ca artist. Faptul nu mai trebuie demonstrat, ci doar recunoscut.”
       ----- Raoul Șorban în Ateneu din iunie 1969
Făcând o analiză literară asupra volumului de versuri al lui Teodor Pâcă și vorbind despre focul mistuitor al versurilor, Eugen Barbu a menționat tragismul lor veritabil, ele beneficiind de o ilustrație ieșită din comun semnată de Florin Pucă. Astfel, Pucă a fost calificat ca un artist de amurg, de pantaraură, asemănător lui Pâcă, graficianul fiind cuprins de geniu în rezumarea vizuală a universului poetic descris într-un volum modest, intitulat Poezii.
Pe de altă parte, Eugen Barbu s-a exprimat că asocierea dintre Pucă și Mircea Ivănescu sau Leonid Dimov nu poate fi considerată o bizarerie, pentru că toți trei au avut ceva comun. Fondul este reprezentat de o stare onirică cu tente intimist-urmuzine la Mircea Ivănescu, de una cu aspecte bruegeliene la Pucă și una caracterizată de un barochism bizantin în ce-l privește pe Leonid Dimov. Din acest melanj rezultă, fără doar și poate, o unitate de stil. Dintr-o analiză atentă se poate vedea că hotarele fiecăruia sunt încălcate de către ceilalți, ele suferind de friabilitate. Eugen Barbu a apreciat că și la Leonid Dimov, și la Mircea Ivănescu și la Pucă, un rol important îl joacă fantasticul, fapt care duce la un aer comun, adică un land spiritual care coincide. La Florin Pucă se constată o abundență de copaci torențiali, de falii geologice, de ochi strânși dintr-un uragan și aruncați asupra universului. În opera sa se văd cai sfinți, ambuscați, cu un singur ochi ca în opera lui Salvador Dali, tălpi de picioare prigonite pe drumuri și mai ales propriul portret repetat până la exasperare. Mai apare o imensă proliferare a rădăcinilor care pare că invadează lumea, lăutari chagallieni, omul ezoteric, cai vineți, bestii, ghipsuri, poeme cu sticloanțe, acadele zebrate, falduri liliachii, forfote de bâlci, gogomani și gogomane, zoaie, materii opalescente, cerceluți și mandoline, sunete azurii. Concluzia lui Eugen Barbu a fost că, la toți trei există acea stare generală de evocare a copilăriei în care este acceptată orice exaltare și delir. În opera lor, realitatea este falsificată ca în halucinațiile drogaților și o monstruozitate infantilă substituie aspirației sufletești un univers himeric în care totul este posibil.
Având contact cu operele desenatorilor contemporani lui, datorită faptului că a lucrat la o editură a statului, Florin Pucă a reușit să-și creeze un stil propriu în care se remarcă liniatura sintetică și vie, coroborată cu umorul adânc al figurilor realizate. Petru Comarnescu a precizat că artistul a fost un interpret al vieții și implicit al omului. El a dezvăluit tragismul unor existențe, absurdul unor situații și stările psihopatice ale oamenilor, indiferent de categoria socială din care fac parte. Florin Pucă a avut, în opinia criticului de artă, inventivitate, vervă și originalitate. În desenele sale, graficianul și-a proiectat propria viziune dramatică, interioară, fără ca să lipsească din ea notele de duioșie sau compasiune, ea fiind îmbrăcată într-un umor de factură existențialistă. Viziunile atemporale se desfășoară într-un spațiu populat de metamorfoze ciudate ale animalelor, arborilor și ale oamenilor. Universul lui Pucă, este unul reprezentativ pentru societatea românească, în măsura în care se relevă aspirații și sentimente spre bine și spre dragostea de animale și oameni, totul fiind reprezentat în contrastele umorului propriu.

### Ilustrații de carte
- 1968 -- Marin Sorescu: Tinerețea lui Don Quijote, Editura Tineretului, București;[12]
- 1969 -- Ráth-Végh Istvan: Istoria culturală a prostiei omenești, Editura Științifică, București;[12]
- 1969 -- Leonid Dimov: Carte de vise, Editura pentru Literatură, București;[12]
- 1970 -- Leonid Dimov și Florin Pucă: Eleusis (carte spectacol), Editura Cartea Românească, București;[12]
- 1970 -- Teodor Pâcă: Poezii, Editura Eminescu, București;[12]
- 1973 -- Mircea Ivănescu, Florin Pucă, Leonid Dimov: Amintiri, Editura Cartea Românească, București;[20]
- 1974 -- Ion Bănuță: Panorama iubirii zugravului, Editura Cartea Românească, București;[20]
- 1975 -- Mircea Micu: Parodii, Editura Cartea Românească, București;[20]
- 1976 -- Ion Băieșu: La iarbă verde, Editura Albatros, București;[20]
- 1976 -- Mircea Micu: Citiți-le ziua, Editura Albatros, 1976;
- 1977 -- Ion Băieșu: Pompierul și opera sa, Editura Facla, București;[20]
- 1979 -- Mircea Micu: La munte și la mare, Editura Sport-Turism, București;[20]
- 1979 -- Leonid Dimov: Spectacol, Editura Cartea Românească, București;[20]
- 1984 -- Gheorghe Pituț: Aventurile marelui motan Maciste, Editura Sport-Turism, București;[20]
- 1985 -- Dan Claudiu Tănăsescu: Unde sînt iluziile mele?, Editura Sport-Turism, București;[20]
- Florin Pucă a publicat numeroase desene în reviste literare și almanahuri: Luceafărul, România Literară, Familia, Tribuna, Ramuri, Uj Elet, Arta, A Het, Secolul XX, Vatra, Almanahul literar, etc.[20]

### Filme de desene animate
- Cale lungă (1976) (împreună cu regizorul Adrian Petringenaru).

### Filme (actor)
- Tatăl risipitor (1974)
- Mușchetarul român (1975)
- Mere roșii (1976)
- Toate pînzele sus (serial TV, 1977) - ep. 1, 4-5
- Iancu Jianu, haiducul (1981)
- Ștefan Luchian  (1981)

### Expoziții
- 1966 -- expoziție în foaierul Teatrului Național din București;[12]
- 1967 -- a participat la Salonul Umoriștilor din București;[12]
- 1968 -- a participat la Salonul Umoriștilor din București;[12]
- 1969 -- expoziție în holul Uniunii Scriitorilor din București;[12]
- 1969 -- a participat la Salonul Umoriștilor din București;[12]
- 1972 -- expoziție la Galeria Galateea din București;[12]
- 1972 -- expoziție în holul Teatrului de Nord din Satu Mare;[12]
- 1972 --  expoziție în holul Teatrului Casandra din București.[12]

## Premii
- 1971 -- Premiul pentru cea mai frumoasă carte a anului pentru volumul Eleusis de Leonid Dimov și Poezii de Teodor Pâcă;[20]
- 1976 -- Premiul Asociației Cineaștilor din România pentru grafica filmului de animație Călătorie lungă;[20]
- 1976 -- Premiul I la Festivalul național Cântarea României pentru filmul Călătorie lungă;[20]
- 1976 -- Diploma de onoare la Festivalul din Salonic pentru filmul Călătorie lungă.[20]

## In memoriam
- 1992 -- Florence Pucă-Mănăiloiu, soția artistului, a înființat Fundația Pucă în data de 3 august 1992 pe Șoseaua Giurgiului nr. 31, sector 4, București.[21]
- 2016 -- în data de 16 mai s-a deschis Expoziția de grafică și poezie la Muzeul „I. Vulcan” - Zilele Muzeului Țării Crișurilor, manifestare care a celebrat împlinirea a 120 de ani de activitate muzeală în Oradea. Cu această ocazie, generalul în rezervă Lazăr Cârjan a prezentat o colecție de manuscrise, artă și literatură. Colecția a fost formată din manuscrisele poetului Teodor Pâcă și numeroase lucrări de grafică semnate de Florin Pucă.[22]